# جاك هاربر (لاعب كرة مضرب)
جاك هاربر (بالإنجليزية: Jack Harper)‏ هو لاعب كرة مضرب أسترالي، ولد في 8 أبريل 1914 في ملبورن في أستراليا، وتوفي بنفس المكان في 17 يناير 2005.

## وصلات خارجية
- جاك هاربر على موقع رابطة محترفي التنس (الإنجليزية)
- جاك هاربر على موقع أرشيف التنس.كوم (الإنجليزية)
- جاك هاربر على موقع بطولة ويمبلدون (الإنجليزية)